# Lotnisko i heliport Arłamów
Lotnisko Arłamów – lotnisko i lądowisko w Woli Korzenieckiej, w gminie Bircza, na Pogórzu Przemyskim, w województwie podkarpackim, ok. 15 kilometrów na północny zachód od Arłamowa i ok. 35 km na południowy zachód od Przemyśla. Lądowisko należy do Ośrodka Wypoczynkowego „Arłamów” w Arłamowie.
Powstało na terenie byłego lotniska Krajna. Lotnisko figuruje w ewidencji lotnisk Urzędu Lotnictwa Cywilnego od 2012
Dysponuje jedną asfaltową drogą startową o długości 1320 m.

## Historia
Lotnisko Krajna (kod ICAO: EPAR) zbudowane zostało na gruntach nieistniejącej wsi Krajna na Pogórzu Przemyskim, w województwie podkarpackim. Powstało w granicach obrębu ewidencyjnego Krajna, który później zespojono z obrębem ewidencyjnym Łomna. Prawie cały obszar lotniska znajduje się w granicach Łomnej, oprócz północnego wierzchołka pasa startowego, który zahacza o Wolę Korzeniecką.
Lotnisko zostało zbudowane przez 16 batalion budowy lotnisk.
Do roku 1990 należał do kompleksu rządowego ośrodka wypoczynkowego w Arłamowie. Lądowały tu samoloty przywożące dostojników państwowych i partyjnych oraz ich gości do ośrodka wypoczynkowego lub na polowania.
Obecnie formalnym zarządcą lotniska jest Dyrekcja Lasów Państwowych w Krośnie, stąd często służy jako skład drewna.
Lądują tu małe samoloty oraz za specjalną zgodą duże samoloty wojskowe, gdyż w Krajnej i okolicach często odbywają się manewry wojskowe. Pas startowy wykorzystywany jest także jako miejsce odcinków specjalnych podczas organizowanych rajdów samochodowych.
Lotnisko nie posiada oświetlenia ani urządzeń naprowadzających. Instytut Liberalny prowadzi kampanię na rzecz jego reaktywacji i przystosowania do lotów krajowych np. do Warszawy.
W 2022 roku władze gminy Ustrzyki Dolne próbowały przyłączyć teren lotniska (340 ha) do gminy Ustrzyki Dolne, jako że jest wykorzystywane głównie w celach turystycznych przez znajdujący się na terenie gminy Ustrzyki Dolne Hotel Arłamów. Ponadto władze ustrzyckiej gminy chciałyby lądowisko przekształcić w lotnisko, wykorzystywane w większym stopniu niż to się dzieje obecnie. W związku z tym w gminie Bircza przeprowadzono konsultacje społeczne. Na uprawnione do głosowania 5252 osoby, udział w konsultacjach wzięło 3026 osób, czyli 57,62% mieszkańców. Przeciw proponowanej zmianie granic głosowało 99,41%.